# Pörbach
Pörbach ist eine Ortschaft und eine Katastralgemeinde in der Gemeinde Wies im Bezirk Deutschlandsberg, Steiermark.
Die Ortschaft westlich von Wies befindet sich im Tal der Weißen Sulm. Am 1. Jänner 2024 zählte die Ortschaft 142 Einwohner.